# Steinaubach und Ürzeller Wasser
Steinaubach und Ürzeller Wasser este o arie protejată (arie specială de conservare — SAC, sit de importanță comunitară — SCI) din Germania întinsă pe o suprafață de 45,34 ha, integral pe uscat.

## Localizare
Centrul sitului Steinaubach und Ürzeller Wasser este situat la coordonatele 50°23′23″N 9°26′40″E / 50.3897°N 9.4444°E.

## Înființare
Situl Steinaubach und Ürzeller Wasser a fost declarat sit de importanță comunitară în noiembrie 2004 pentru a proteja 1 specie de animale. Situl a fost protejat și ca arie specială de conservare în martie 2008.

## Biodiversitate
Situată în ecoregiunea continentală, aria protejată conține 3 habitate naturale: Cursuri de apă de la nivel de câmpie la nivel montan, cu vegetație Ranunculion fluitantis și Callitricho-Batrachion, Liziere de ierburi înalte hidrofile de câmpie și de nivel montan până la alpin, Păduri aluvionare cu Alnus glutinosa și Fraxinus excelsior (Alno-Padion, Alnion incanae, Salicion albae).
La baza desemnării sitului se află o specie protejată de  pești: cicar (Lampetra planeri).